# Merville, Haute-Garonne

Merville este o comună în departamentul Haute-Garonne din sudul Franței. În 2009 avea o populație de 4.703 de locuitori.

## Evoluția populației
| An        | 1975  | 1982  | 1990  | 1999  | 2006  | 2009  |
| --------- | ----- | ----- | ----- | ----- | ----- | ----- |
| Populație | 1.365 | 1.929 | 2.289 | 2.796 | 3.707 | 4.703 |

## Monumente

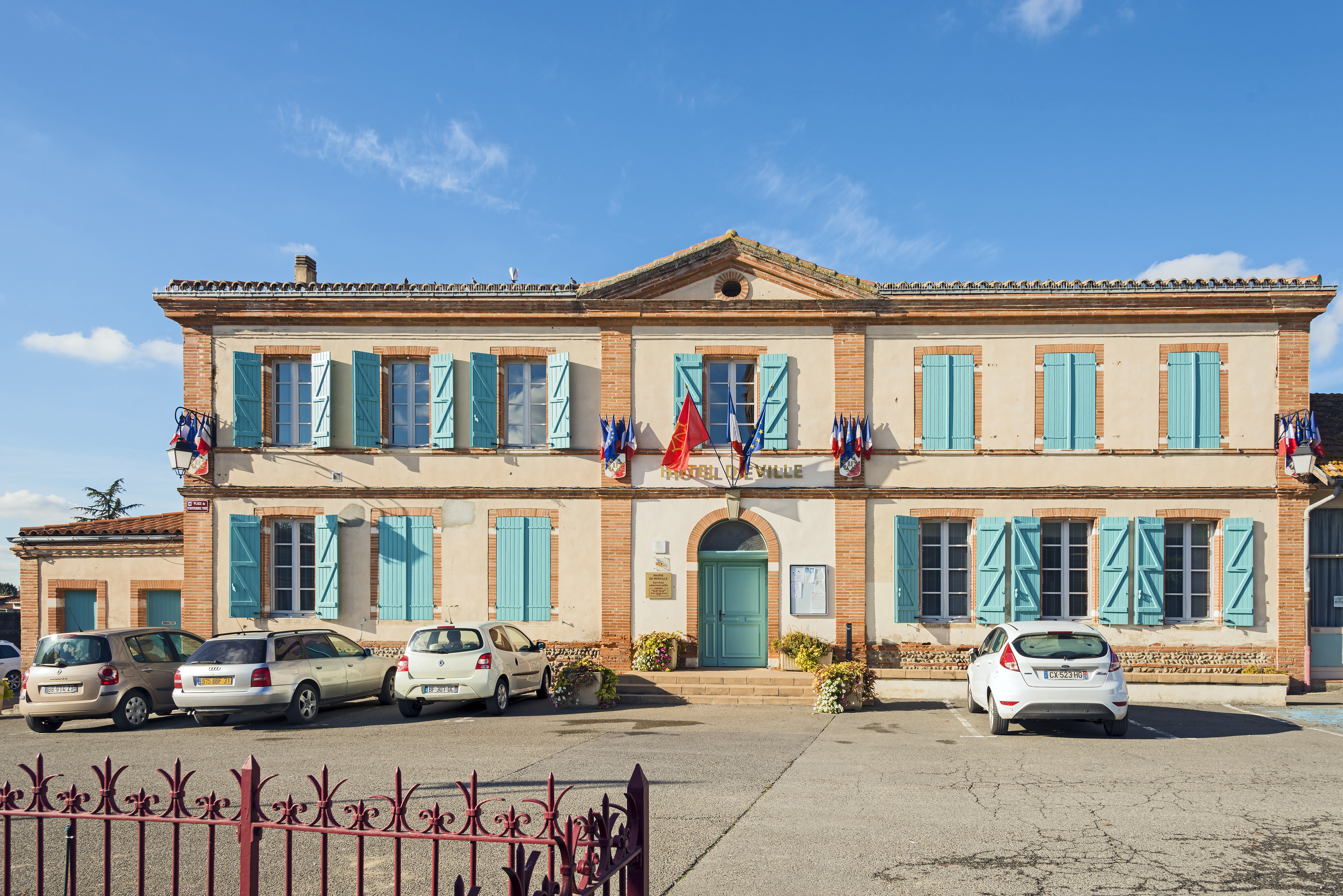
Primăria.
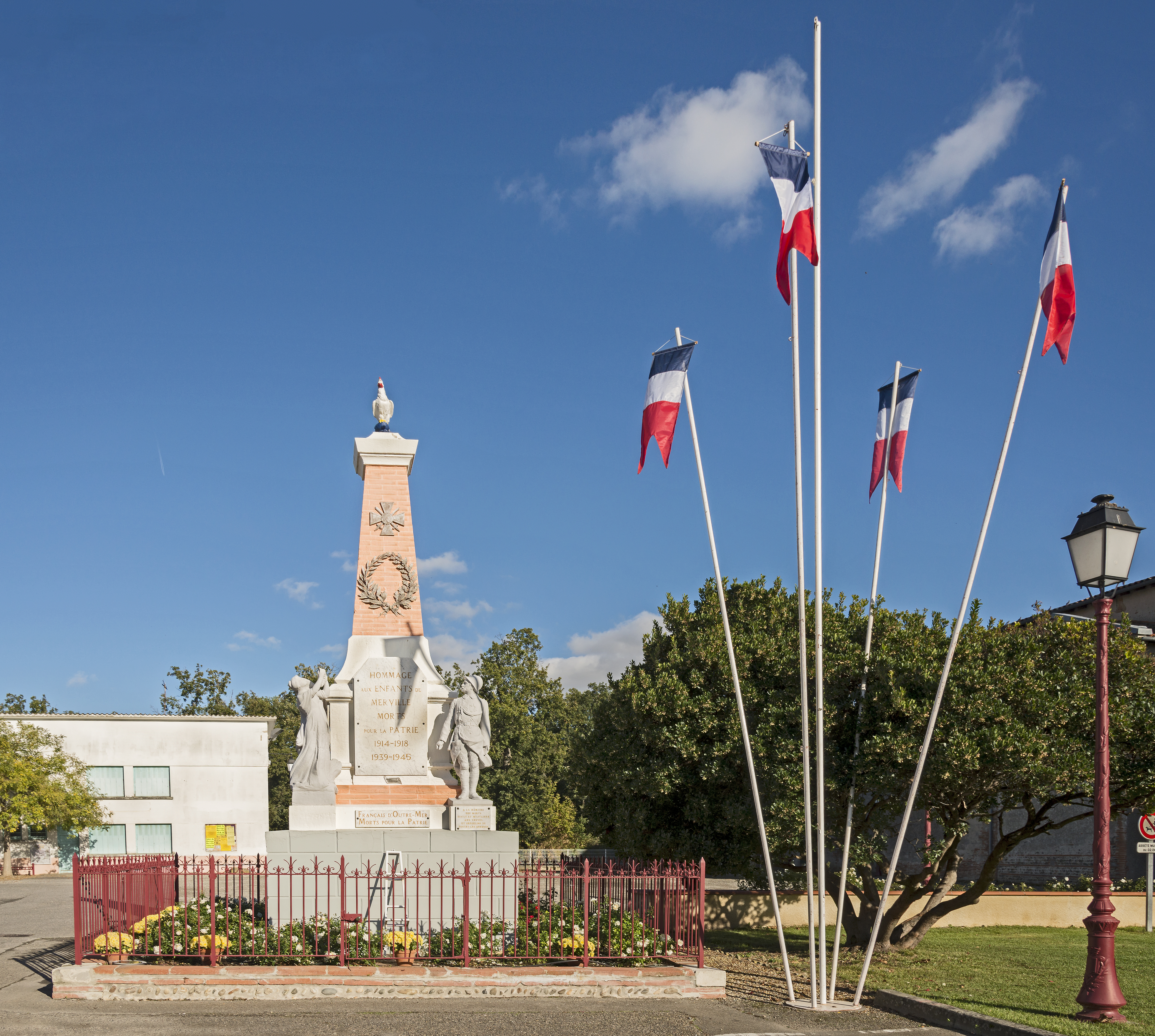
Memorial de război
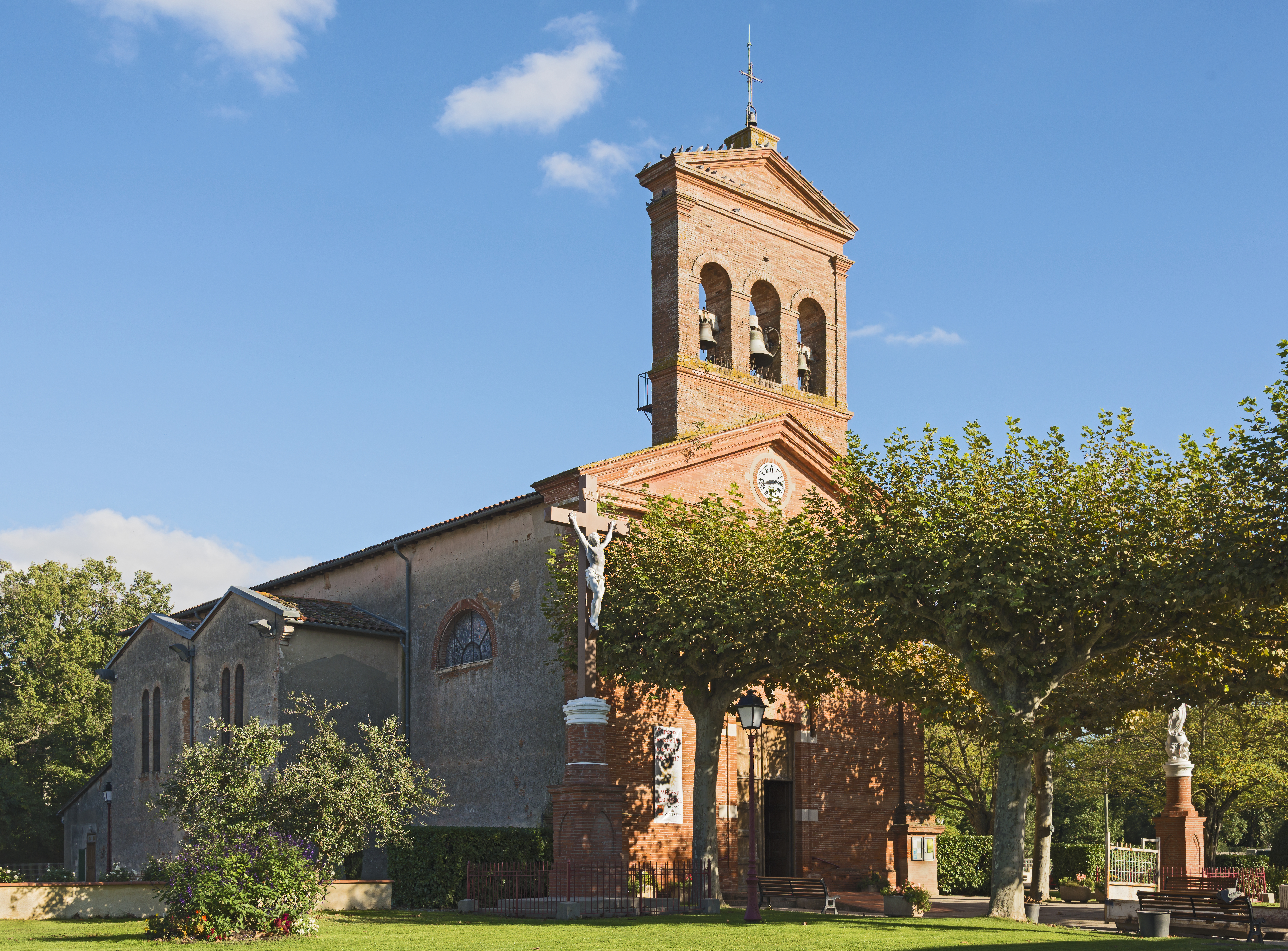
Biserica.
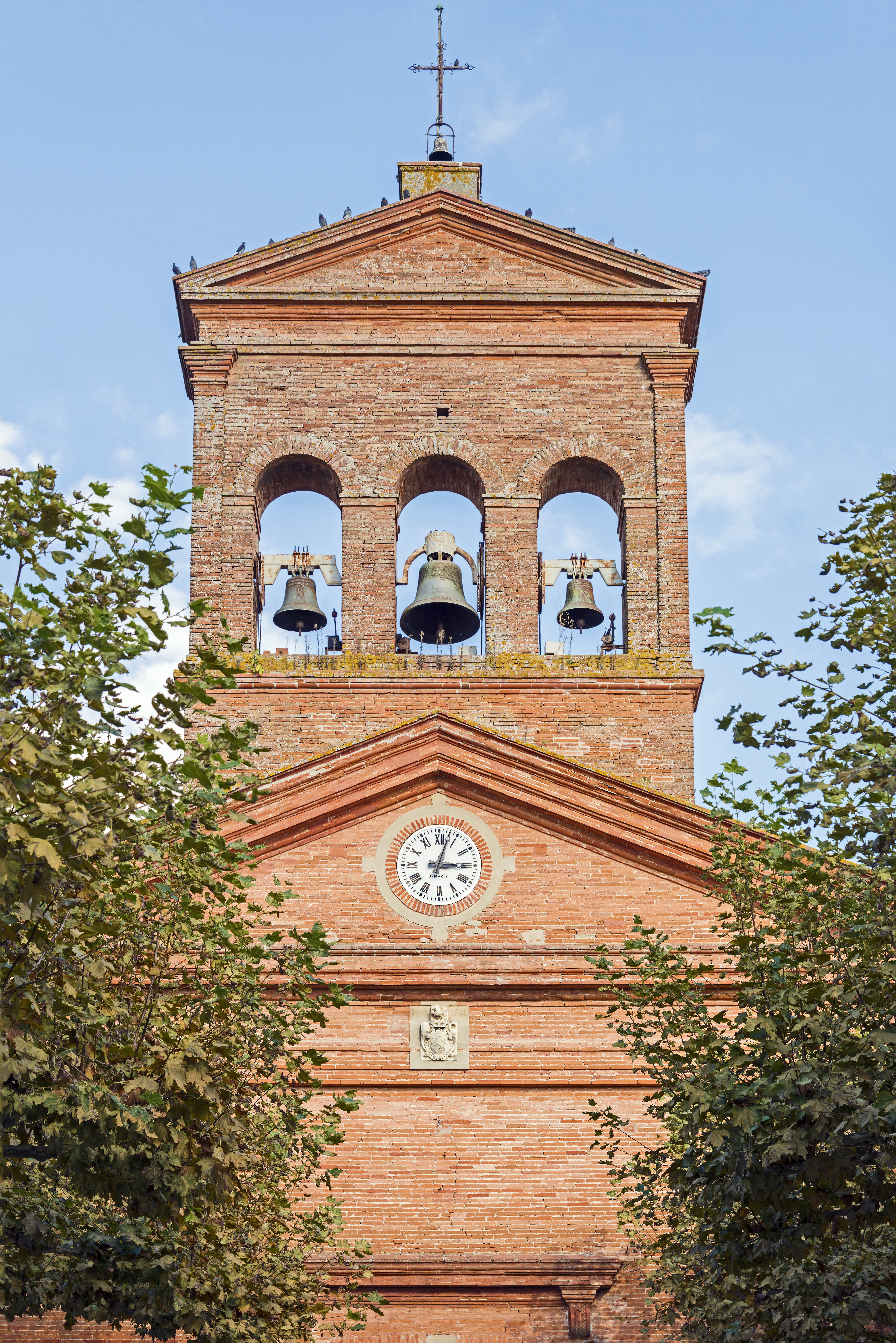
Clopotniță
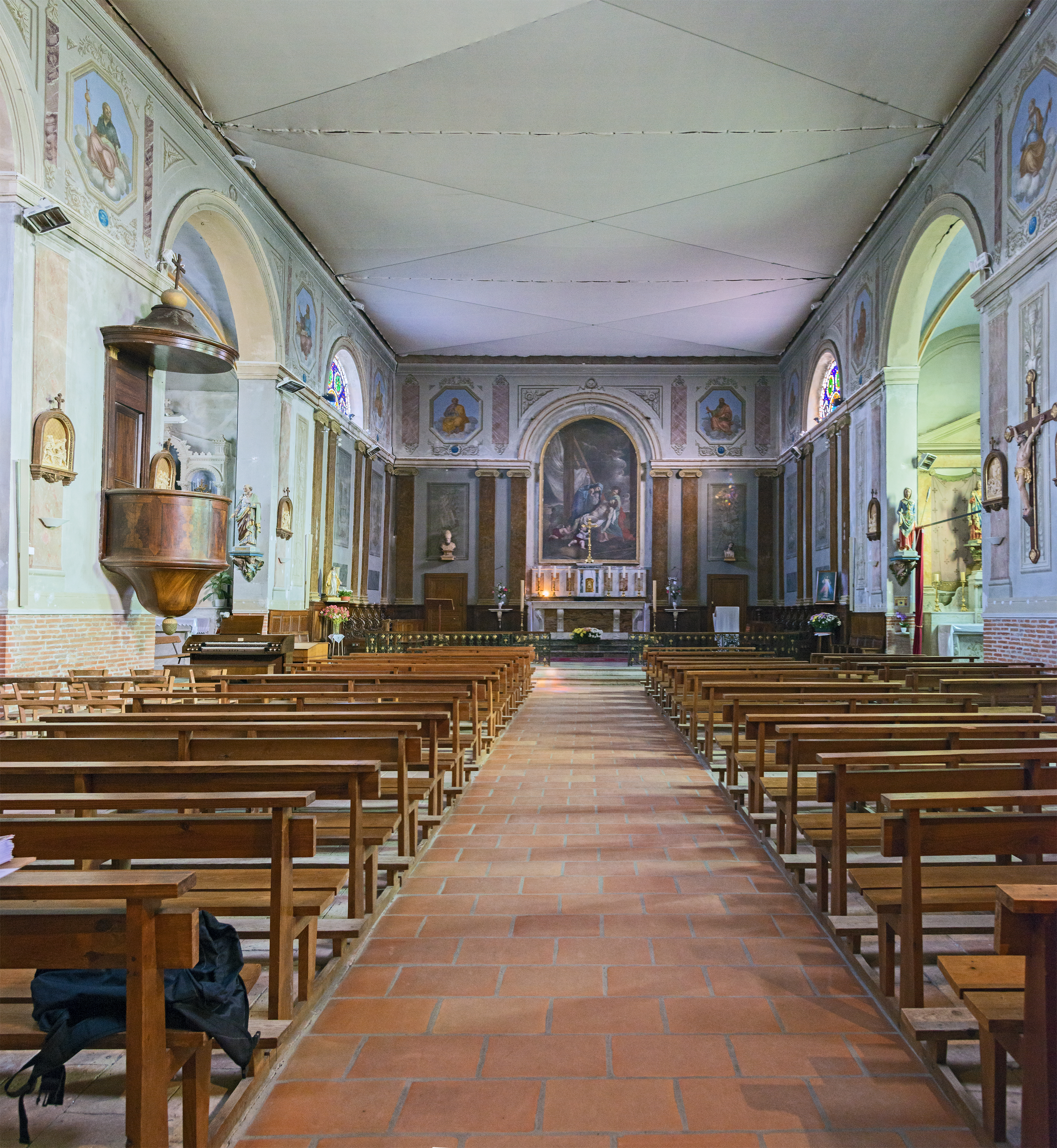
Naosul
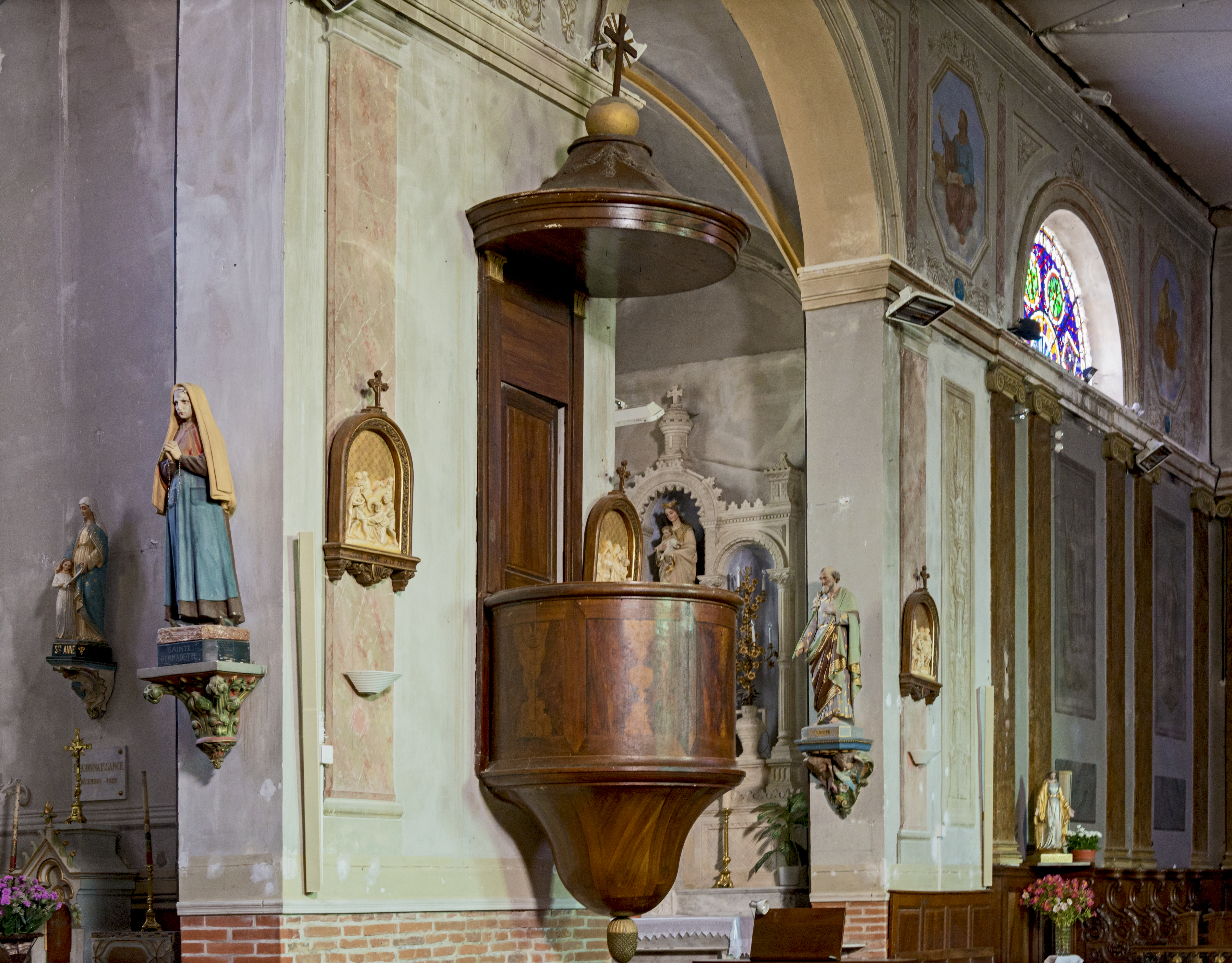
Amvonul
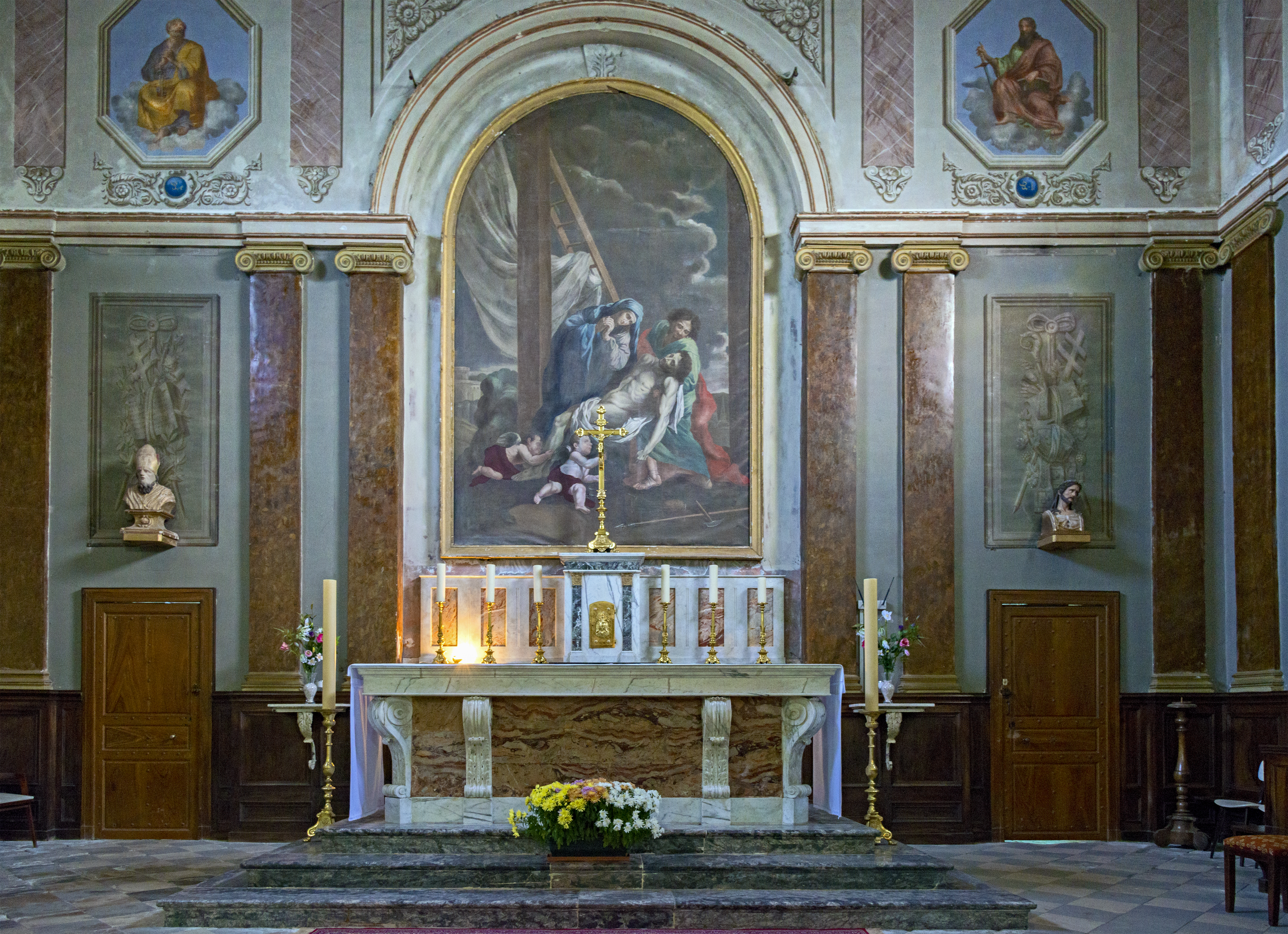
Altarul
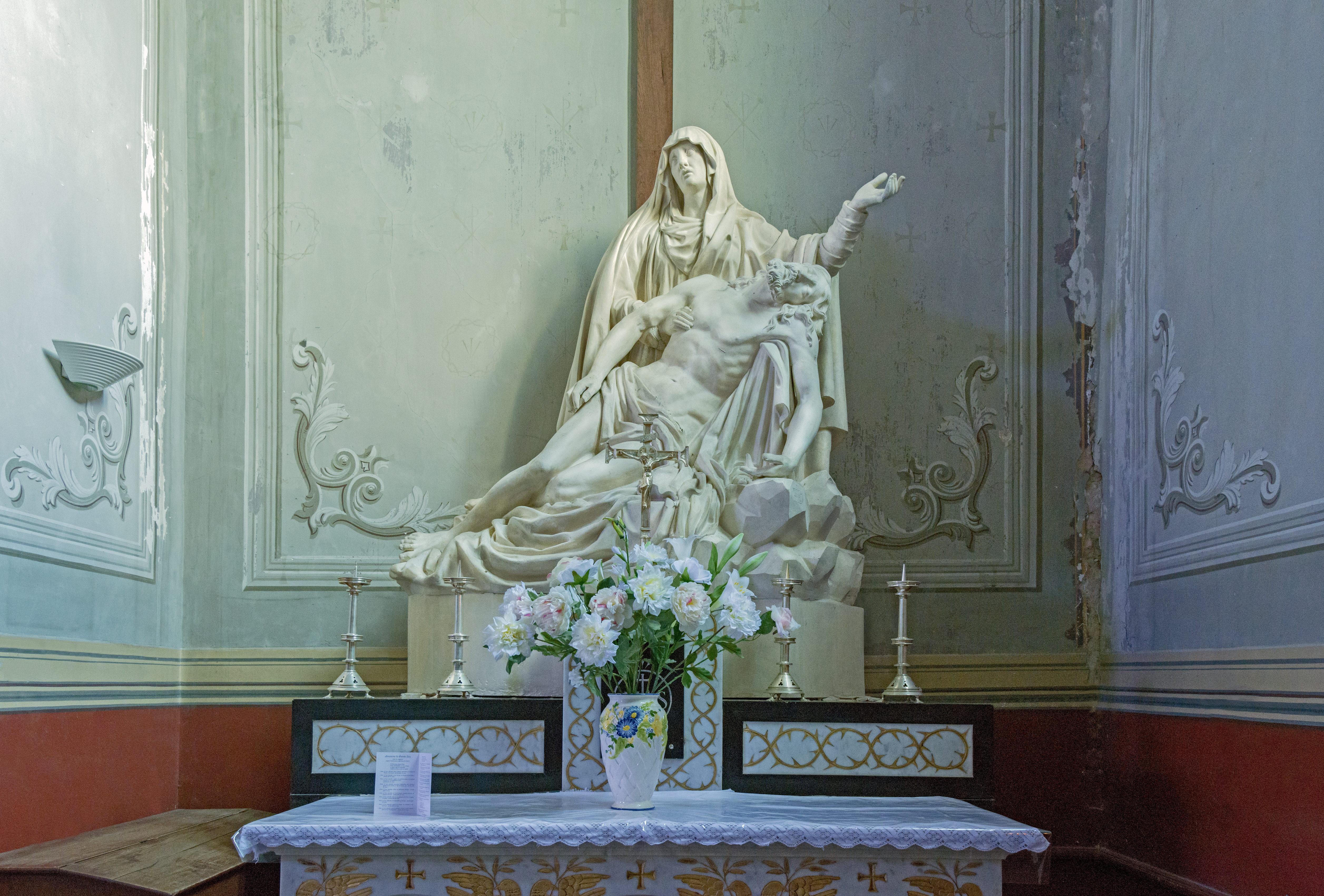